# JR西日本271系电力动车组
271系列車是西日本旅客鐵路的一款直流電特急型列車，用於連接關西國際機場至新大阪、京都、米原的「遙號」特急列車。本列車於2020年3月14日投入服務。

## 簡介
遙號自1994年開始運營以來，一直使用281系電聯車。但是，由於關西國際機場出入境旅客的逐年增加，而需提升遙號的運能，並且為舉辦國際大型活動，如2020年夏季的東京奧運會和2025年的大阪/關西博覽會，考慮到使用範圍的進一步擴大，JR西日本決定再投資60億日元以增加遙號附加車輛的數量，並運營9卡列車。這將使每列火車的座位數增加1.5倍。自生產281系以來已經25年了，該公司已決定製造新設計的車輛，與281系連結營運，並於日後取而代之。
2019年，3輛編成共18輛於近畿車輛出廠，並於2020年3月14日投入運營。
自2019年1月起，在281系中，Hello Kitty列車開始運行。此列車也全數加上Hello Kitty裝飾，並有一列車於2020年2月22日至23日為期兩日， 在京都鐵道博物館展示。

## 構造

### 車體
與該公司的287系列車的基礎上，進行了各種改進。製造時，設計為能夠組成6卡編成列車，但目前僅落成附屬編組用的3卡列車。
- 米原方向的車頭（クモハ270-4）
- モハ270-4的行先表示裝置。與281系不同，列車名和終點站都放在一起來顯示
- 271系遙號的東寺的五重塔標誌
- 中間卡（第二卡）（モハ270-4）
- 關西空港方向的車頭（クモハ271-4）

### 車內
- 車箱內
- 於扶手上的充電插座
- 車內情報的電視機
- 行李架

內裝上，271系沿襲了281系的風格，但是添加了一些旅客設施以應對進出機場的旅客
較顯著的不同點如下：
- 行李架由三層改成二層，通道門設在車門與行李架之間，並用雙扇對開
- 旅客資訊系統採用兩個LCD顯示器，可顯示車站資訊、轉乘資訊等等
- 資訊顯示與旅客廣播均可以日、英、韓、中四種語言表示
- 座位小桌版設置位置變更，並設置資訊導覽圖（類似N700系）
- 全部座位安裝交流電源插座
- 輪椅對應設備設於京都端先頭車，較接近N700系的設計，並加寬通道以利輪椅進出

## 編成
與287系一樣，全車都是0.5M。
| ←米原・京都・新大阪方向關西機場方向→ |              |                |
| クモハ270 (Mc')                      | モハ270 (M') | クモハ271 (Mc) |

## 運用
本列車於2020年3月14日投入服務。以3輛編組與281系連結成9輛編組行駛。
然而，投入服務不足一個月，由於特急「遙」的搭乘人次因COVID-19的擴散急遽減少，4月1日起，「遙」全數縮減為6輛編組（以281系基本編組行駛），281系附屬編組與本型車均暫停載客。
直到2020年底，JR西日本決定於2021年3月13日的時刻改正中，重新將部份「遙」改回9輛編組，本型車才重新啟用   。

### 使用路線
東海道本線(琵琶湖線/JR京都線)，大阪環狀線，阪和線，關西機場線等路線上運行。並且運行計劃於2031年開通的浪速筋線（大阪站與JR難波站之間）。

### 試車

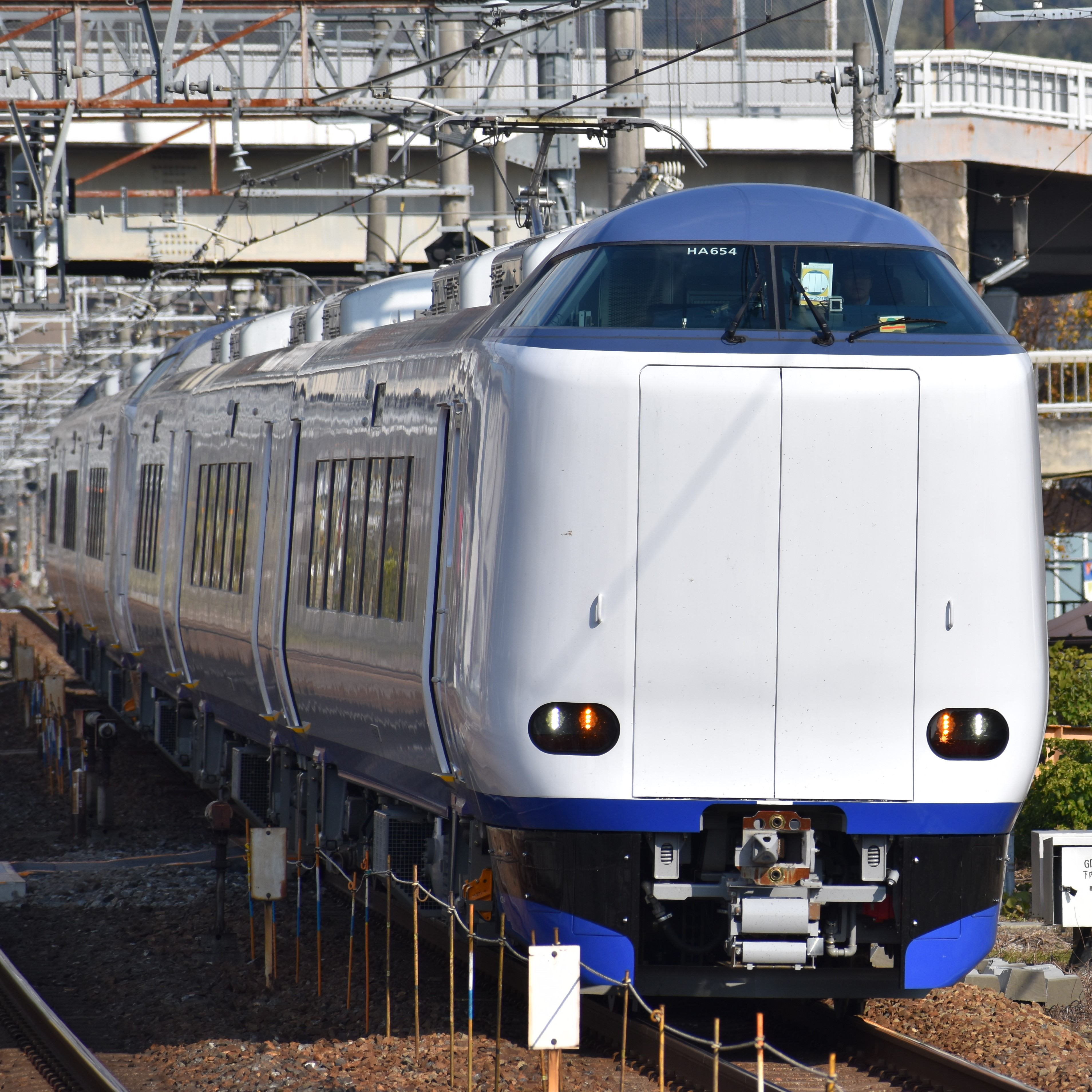
一輛正在試車中的271系於島本站（2019年12月14日）

## 歷史
- 2019年
  - 6月21日——宣報推出新型列車[9]
  - 7月11日——第1編成、第2編成開始試車
  - 7月31日——第3編成、第4編成開始試車
  - 9月3日——第5編成、第6編成開始試車
- 2020年
  - 3月14日——開始營運[9][1]
  - 4月1日——因「遙」列車減掛車廂，暫時退出運營[7]

## 特別列車

### Hello Kitty 列車

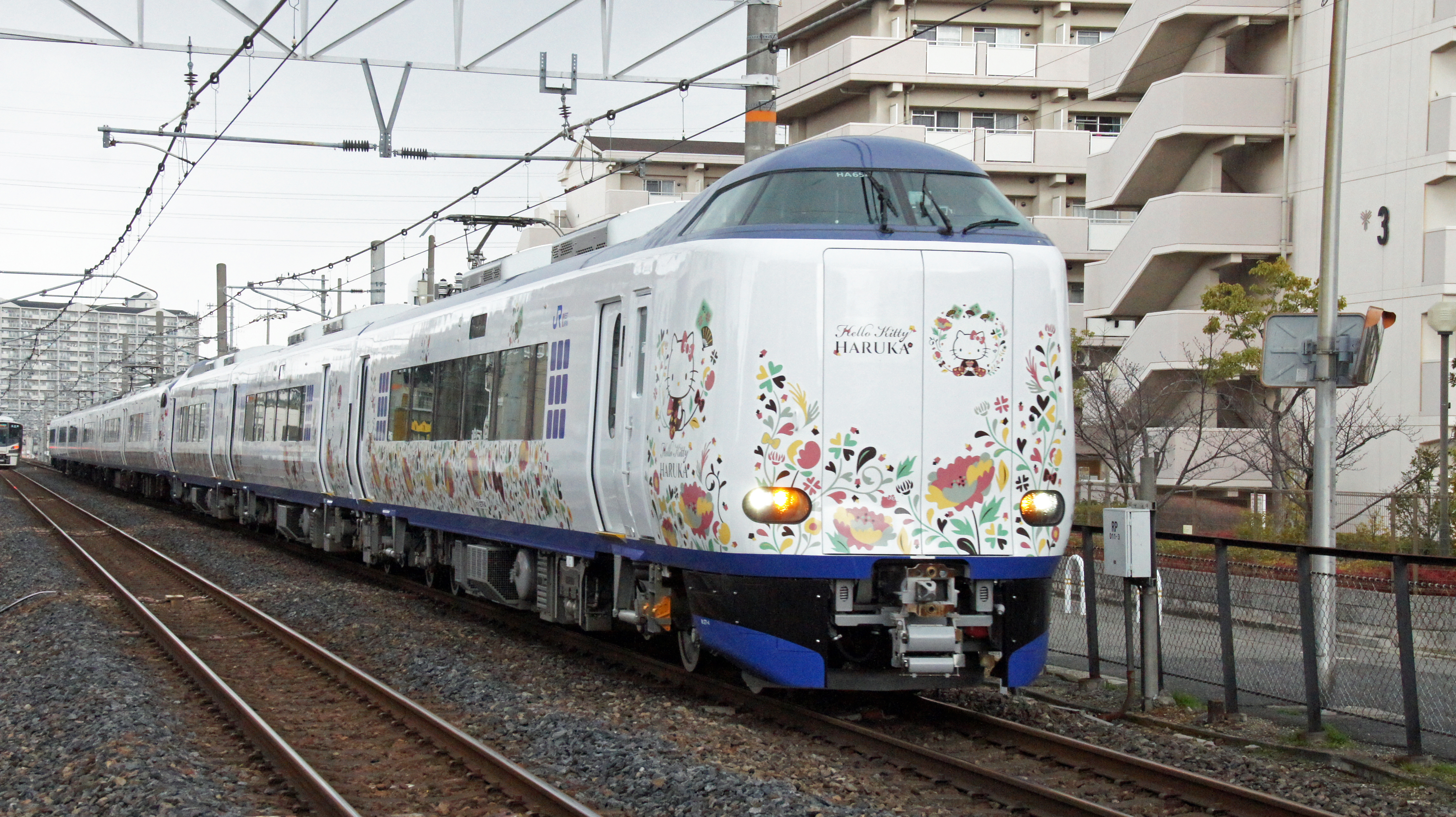
一輛開往關西機場的Hello Kitty 列車於阪和線上行駛

2019年1月，「遙」列車與Hello Kitty聯名運行，合稱「Hello Kitty Haruka」並在列車上彩繪，隨後此安排擴展至全列車。而作為「遙」增備車的271系於2020年投入營運前全數加上相關彩繪。當中HA654編成曾於完成彩繪後開始載客前，於2020年2月在京都鐵道博物館展出。